# Shin’ichi Yumoto
Shin’ichi Yumoto (jap. 湯元進一 Yumoto Shin’ichi; ur. 4 grudnia 1984) – japoński zapaśnik, brązowy medalista olimpijski.
Największym jego sukcesem jest brązowy medal igrzysk olimpijskich w Londynie w kategorii 55 kg.
Mistrz Azji w 2010. Ósmy w mistrzostwach świata w 2011.
Jego bratem jest Ken’ichi Yumoto, również zapaśnik.